# Ormehausen
Der Ormehausen (norwegisch für Schlangenkopf) ist ein Berg im ostantarktischen Königin-Maud-Land. In der Payergruppe der Hoelfjella ragt er am nördlichen Ende der Hügelgruppe Linnormen auf.
Erste Luftaufnahmen entstanden bei der Deutschen Antarktischen Expedition 1938/39 unter der Leitung des Polarforschers Alfred Ritscher. Norwegische Kartographen, welche auch die deskriptive Benennung vornahmen, kartierten ihn anhand von Vermessungen und Luftaufnahmen der Dritten Norwegischen Antarktisexpedition (1956–1960).